# Norman Gimbel
Norman Gimbel (* 16. November 1927 in Brooklyn; † 19. Dezember 2018 in Montecito, Kalifornien) war ein US-amerikanischer Liedtexter. Er schrieb unter anderem den Text zu Killing Me Softly with His Song sowie den englischen Text zu The Girl from Ipanema (Original: Garôta de Ipanema). Zusammen mit dem Komponisten David Shire gewann er 1980 einen Oscar für den besten Originalsong für It Goes Like It Goes aus Norma Rae, mit Charles Fox 1974 einen Grammy für Killing Me Softly with His Song.

## Leben
Norman Gimbel besuchte anschließend an das Baruch College die Columbia University. Er arbeitete zunächst mit dem Musikverleger David Blum zusammen. 1953 schrieb er den Text zum Song Ricochet Romance, der von Teresa Brewer eingesungen wurde. Anschließend war er als Liedtexter für den Musikverleger Edwin H. Morris tätig, für den er unter anderem den Text zu Canadian Sunset schrieb, Eddie Heywood komponierte die Musik. Die Nummer wurde 1956 von Andy Williams eingesungen. Später wurde Gimbel von Frank Loesser unter Vertrag genommen, mit dem er drei Jahre lang zusammenarbeitete. Mit dem Komponisten Morris „Moose“ Charlap veröffentlichte Gimbel die Broadway-Musicals Whoop-Up (1958) und The Conquering Hero (1961).
Ab 1963 schrieb er die englischen Texte zur Musik von brasilianischen Komponisten wie Luiz Bonfá und Carlos Lyra. Unter anderem übertrug er den portugiesischen Text zu Garôta de Ipanema (The Girl from Ipanema) von Vinícius de Moraes (Text) und Antônio Carlos Jobim (Musik) ins Englische. Die Einspielung dieses Liedes von Stan Getz und Astrud Gilberto wurde im Rahmen der Grammy Awards 1966 in der Kategorie Record of the Year ausgezeichnet. Für den Film Die Regenschirme von Cherbourg (1964) schrieb er die englischen Texte für die Songs Watch What Happens und I Will Wait for You zur Musik von Michel Legrand. 1967 übersiedelte er nach Hollywood, wo er mit Komponisten wie Lalo Schifrin, Elmer Bernstein, Bill Conti, Quincy Jones und Burt Bacharach zusammenarbeitete.
Zur Musik des Komponisten Charles Fox schrieb er den Text zur Nummer Killing Me Softly with His Song, für die beide im Rahmen der Grammy Awards 1974 mit einem Grammy in der Kategorie Song des Jahres ausgezeichnet wurden. Zusammen mit dem Komponisten David Shire schrieb er den Text zu It Goes Like It Goes für den Film Norma Rae – Eine Frau steht ihren Mann (1979), wofür die beiden im Rahmen der Oscarverleihung 1980 einen Academy Award in der Kategorie bester Originalsong gewannen.
1984 wurde er in die Songwriters Hall of Fame aufgenommen. Im Dezember 2018 starb er im Alter von 91 Jahren in Montecito.

## Auszeichnungen und Nominierungen (Auswahl)
Oscar
- 1976: Nominierung für den Besten Song mit Richard’s Window aus Die Kehrseite der Medaille gemeinsam mit Charles Fox
- 1979: Nominierung für den Besten Song mit Ready to Take a Chance Again aus Eine ganz krumme Tour gemeinsam mit Charles Fox
- 1980: Auszeichnung für den Besten Song mit It Goes Like It Goes aus Norma Rae – Eine Frau steht ihren Mann gemeinsam mit David Shire

Grammy Awards
- 1966: Nominierung in der Kategorie Song des Jahres für I Will Wait – You gemeinsam mit Michel Legrand und Jacques Demy
- 1974: Auszeichnung in der Kategorie Song des Jahres für Killing Me Softly with His Song gemeinsam mit Charles Fox

Golden Globe Awards
- 1968: Nominierung für den Besten Filmsong für Des Ronds dans l’Eau aus Lebe das Leben zusammen mit Francis Lai
- 1970: Nominierung für den Besten Filmsong für Stay aus Das Geheimnis von Santa Vittoria zusammen mit Ernest Gold
- 1976: Nominierung für den Besten Filmsong für Richard’s Window aus Die Kehrseite der Medaille zusammen mit Charles Fox
- 1979: Nominierung für den Besten Filmsong für Ready to Take a Chance Again aus Eine ganz krumme Tour zusammen mit Charles Fox